# 东南亚无核武器区条约

东南亚无核武器区在世界的范围

东南亚无核武器区条约（英語：Southeast Asian Nuclear-Weapon-Free Zone Treaty，又称曼谷条约）是由东盟10个成员国（文莱、柬埔寨、印度尼西亚、老挝、马来西亚、缅甸、菲律宾、新加坡、泰国和越南）在东盟框架下达成的一项无核武器区条约。该条约于1995年12月15日在泰国曼谷举行的条约会议上开放签署，并于1997年3月28日生效，规定其成员国不得开发、制造或以其他方式获取、拥有或控制核武器。
条约规定区域是由缔约各国领土及其各自的大陆架和专属经济区组成的区域；其中“领土”是指陆地领土、内水、领海、群岛水域、海床和底土以及其上空的空域。
该条约包含一项议定书，根据该议定书，《不扩散核武器条约》承认的五个核武器国家，即中国、美国、法国、俄罗斯和英国，承诺尊重该条约，不助长缔约国违反条约的行为。目前尚无任何国家签署该议定书。

## 签署国名单
| 国家       | 签署日期       | 交存日期       |
|            | 1995年12月15日 | 1996年11月22日 |
| 緬甸       | 1995年12月15日 | 1996年7月17日  |
| 柬埔寨     | 1995年12月15日 | 1997年3月27日  |
| 印度尼西亞 | 1995年12月15日 | 1997年4月2日   |
|            | 1995年12月15日 | 1996年7月16日  |
| 马来西亚   | 1995年12月15日 | 1996年10月11日 |
| 菲律賓     | 1995年12月15日 | 2001年6月21日  |
| 新加坡     | 1995年12月15日 | 1997年3月27日  |
| 泰國       | 1995年12月15日 | 1997年3月20日  |
| 越南       | 1995年12月15日 | 1996年11月26日 |

### 议定书
目前，没有任何一个国家签署该议定书。但在 2011 年 11 月，这五国已与东盟国家达成协议，同意采取步骤签署该议定书。
2025年7月，马来西亚外交部长表态称，中国和俄罗斯已同意签署《东南亚无核武器区条约》的议定书，美国正对条约文本进行审议。
| 国家   | 签署日期 | 交存日期 |
| 中國   |          |          |
| 法國   |          |          |
| 俄羅斯 |          |          |
| 英国   |          |          |
| 美国   |          |          |